# Joosep Kapp

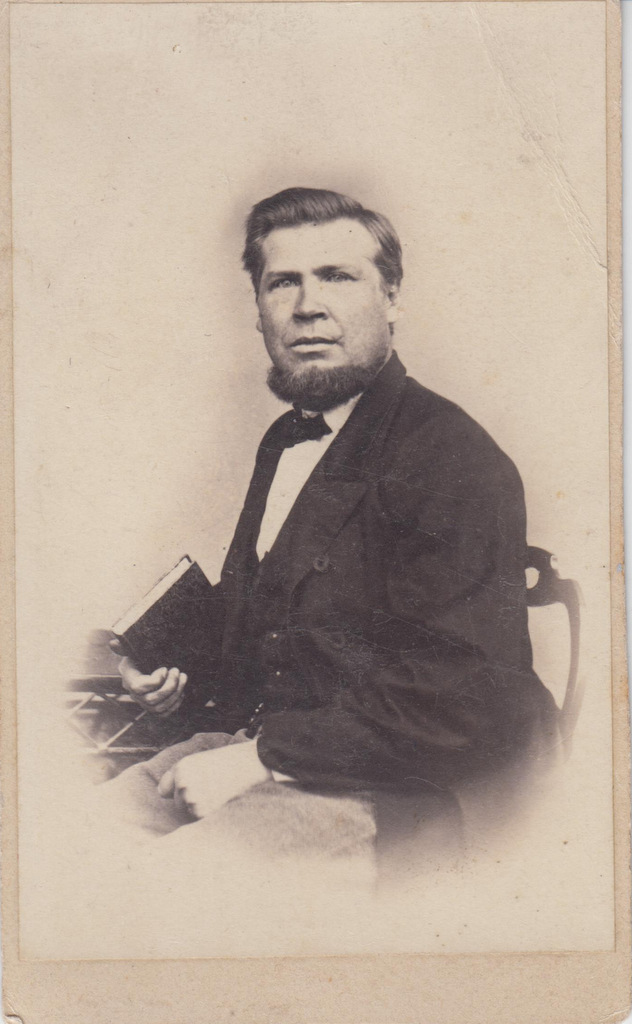
Joosep Kapp

Joosep Kapp (* 30. Apriljul. / 12. Mai 1833greg. in Adavere; † 8. Februarjul. / 20. Februar 1894greg. in Suure-Jaani) war ein estnischer Pädagoge, Organist und Chorleiter.

## Leben und Werk
Joosep Kapp ging auf die Grundschule in Põltsamaa (deutsch Oberpahlen). Danach besuchte er die Kreisschule sowie das Gymnasium in Tartu (Dorpat).
Anschließend studierte er von 1850 bis 1853 am renommierten Lehrerseminar von Jānis Cimze im livländischen Valga/Valka (Walk). Von 1853 bis zu seinem Tod war er Küster und Kirchspiellehrer in Suure-Jaani (Groß-St. Johannis).
Kapp war einer der führenden estnischen Kulturschaffenden seiner Zeit. Er gründete neben anderen Chören den bekannten gemischten Chor und die gleichnamige Liedergesellschaft Ilmatar. Er war Gründungs- und Vorstandsmitglied des estnischen Literatenvereins (estnisch Eesti Kirjameeste Selts).
Kapp arbeitete eng mit den estnischen Zeitungen Eesti Postimees und Sakala zusammen. Er setzte sich für eine Verbesserung des estnischsprachigen Schulsystems ein. Kapp gründete außerdem in Viljandi (Fellin) eine Landwirtevereinigung und veröffentlichte Schriften zur Pädagogik und zum Schulwesen.
Joosep Kapps Sohn Artur wurde einer der bekanntesten estnischen Organisten und Komponisten. Daneben hatte er vierzehn weitere Kinder. Joosep Kapp ist außerdem der Großvater der beiden Komponisten Eugen und Villem Kapp.
Joosep Kapp liegt heute in Suure-Jaani begraben. Im selben Ort wurde 1971 ein Museum eröffnet, das der Musikerfamilie Kapp gewidmet ist.